# أسامة مالك
أسامة مالك (بالإنجليزية: Osama Malik) مواليد 30 سبتمبر 1990 في أديليد، هو لاعب كرة قدم أسترالي. يلعب كلاعب وسط .

## مرحلة الشباب

### أندية لعب لها
- كرويدون كينغز
- أدلايد رايدرز

## المسيرة الاحترافية

### أندية لعب لها
- كرويدون كينغز
- أدلايد رايدرز
- أدلايد غالاكسي

## روابط خارجية
- أسامة مالك على موقع الاتحاد الدولي (مؤرشف)  (الإنجليزية)
- أسامة مالك على موقع قاعدة بيانات كرة القدم.إي يو (الإنجليزية)
- أسامة مالك على موقع عالم كرة القدم.نت (الإنجليزية)